# Begonia pectennervia
Espèce
Statut de conservation UICN

 VU B1ab(iii) : Vulnérable
Begonia pectennervia est une espèce de plantes de la famille des Begoniaceae.
L'espèce fait partie de la section Semibegoniella.
Elle a été décrite en 1986 par Lyman Bradford Smith (1904-1997) et Dieter Carl Wasshausen (1938-…).

## Répartition géographique
Cette espèce est originaire du pays suivant : Équateur.